# Vincenzo La Scola
Vincenzo La Scola (Palermo, 26 gennaio 1958 – Mersina, 15 aprile 2011) è stato un tenore italiano.
Per oltre 25 anni ha svolto una carriera di successo internazionale prevalentemente nelle opere del repertorio italiano (Bellini, Donizetti, Verdi, Puccini). Ha avuto successo anche nel campo della musica leggera collaborando con Cliff Richard nell'album EMI Vita mia (2009). Nel 2000 è stato ambasciatore dell'UNICEF

## Biografia
Dopo aver studiato canto con Arrigo Pola, Carlo Bergonzi e Rodolfo Celletti, nel 1982 vinse il premio Alessandro Ziliani al Concorso di voci verdiane di Busseto. Debuttò nel 1983 al Teatro Regio di Parma nel ruolo di Ernesto in Don Pasquale.
La carriera ebbe un rapido sviluppo e negli anni ottanta cantò all'Opera di Colonia (debutto nel 1985), al Festival Puccini (debutto nel 1987 nel ruolo di Rinuccio in Gianni Schicchi), al Teatro La Fenice (debutto nel 1987 nel ruolo di Tonio ne La fille du régiment), al Théâtre de la Monnaie (debutto nel 1984 nel ruolo di Nemorino ne L'elisir d'amore), all'Opéra-Comique (debutto nel 1987 nel ruolo di Rinuccio), al Teatro Comunale di Bologna (debutto nel 1988 nel ruolo di Arlecchino Battocchio ne Le maschere), al Teatro Regio di Torino (debutto nel 1988) e al Teatro alla Scala (debutto nel 1988 nel ruolo di Nemorino).
Nel 1986 fece le prime tre incisioni discografiche come tenore solista in Petite messe solennelle, Genesi di Franco Battiato, Beatrice di Tenda.
Negli anni novanta cantò alla Royal Opera House (debutto nel 1990 nel ruolo di Rodolfo in La bohème), alla San Francisco Opera (debutto nel 1991 nel ruolo di Tebaldo ne I Capuleti e i Montecchi), al Teatro San Carlo (debutto 1991 come Gennaro in Lucrezia Borgia), al Teatro dell'Opera di Roma (debutto 1991 nel ruolo del Duca di Mantova in Rigoletto), all'Arena di Verona (debutto 1992), alla Wiener Staatsoper (debutto 1992) e al Metropolitan Opera House (debutto nel 1993 come Rodolfo).
Fino alla morte, continuò ad esibirsi nei maggiori teatri d'opera di tutto il mondo. Altri titoli del repertorio comprendevano Tosca, Lucia di Lammermoor, Simon Boccanegra, Madama Butterfly, Norma, Aida, Un ballo in maschera, Roberto Devereux, Don Carlo, I racconti di Hoffmann.
Morì improvvisamente all'età di 53 anni in Turchia, dove si trovava per una masterclass.

## Repertorio
| Ruolo                     | Titolo                                   | Autore    |
| ------------------------- | ---------------------------------------- | --------- |
| Tebaldo                   | I Capuleti e i Montecchi                 | Bellini   |
| Elvino                    | La sonnambula                            | Bellini   |
| Pollione                  | Norma                                    | Bellini   |
| Orombello                 | Beatrice di Tenda                        | Bellini   |
| Faust                     | Mefistofele                              | Boito     |
| Guglielmo Antolstoinoloff | Le convenienze ed inconvenienze teatrali | Donizetti |
| Nemorino                  | L'elisir d'amore                         | Donizetti |
| Gennaro                   | Lucrezia Borgia                          | Donizetti |
| Edgardo Ravenswood        | Lucia di Lammermoor                      | Donizetti |
| Roberto Devereux          | Roberto Devereux                         | Donizetti |
| Ernesto                   | Don Pasquale                             | Donizetti |
| Turiddu                   | Cavalleria rusticana                     | Mascagni  |
| Fritz Kobus               | L'amico Fritz                            | Mascagni  |
| Florindo                  | Le maschere                              | Mascagni  |
| Werther                   | Werthet                                  | Massenet  |
| Hoffmann                  | Les contes d'Hoffmann                    | Offenbach |
| Rodolfo                   | La bohème                                | Puccini   |
| Mario Cavaradossi         | Tosca                                    | Puccini   |
| F. B. Pinkerton           | Madama Butterfly                         | Puccini   |
| Calaf                     | Turandot                                 | Puccini   |
| Ismaele                   | Nabucco                                  | Verdi     |
| Oronte                    | I Lombardi alla prima crociata           | Verdi     |
| Ernani                    | Ernani                                   | Verdi     |
| Jacopo Foscari            | I due Foscari                            | Verdi     |
| Carlo VII                 | Giovanna d'Arco                          | Verdi     |
| Rodolfo                   | Luisa Miller                             | Verdi     |
| Duca di Mantova           | Rigoletto                                | Verdi     |
| Manrico                   | Il trovatore                             | Verdi     |
| Alfredo Germont           | La traviata                              | Verdi     |
| Gabriele Adorno           | Simon Boccanegra                         | Verdi     |
| Riccardo                  | Un ballo in maschera                     | Verdi     |
| Don Carlo                 | Don Carlo                                | Verdi     |
| Radames                   | Aida                                     | Verdi     |
|                           |                                          |           |

## Discografia
- Bellini: Norma - Carmela Remigio/Coro e Orchestra del Maggio Musicale Fiorentino/Ernesto Gavazzi/Eva Mei/Jane Eaglen/Riccardo Muti/Vincenzo La Scola, 2012 EMI/Warner
- Bellini: Norma (Live) - Fabrizio Maria Carminati/Carmela Remigio/L'Orchestra Filarmonica Marchigiana/L'Orchestra Fiati di Ancona/Coro Lirico Marchigiano/Fiorenza Cedolins/Vincenzo La Scola/Katarina Nikolic/Andrea Papi/Giancarlo Pavan, 2014 Bongiovanni
- Donizetti: L'elisir d'amore - Alessandra Ruffini/Mariangela Spotorno/Roberto Frontali/Simone Alaimo/Vincenzo La Scola/Pier Giorgio Morandi/Hungarian State Opera Orchestra, 1996 Naxos
- Verdi: Ernani - Daniela Dessì/Vincenzo La Scola/Michele Pertusi/Giuliano Carella/Paolo Coni/Riccardo Ristori/Orchestra Internazionale D'Italia/Camera di Bratislava Chorus/Marina Giorgio/Diego Cossu, 2007 Nuova Era
- Verdi: Aida - Nikolaus Harnoncourt/Vienna Philharmonic Orchestra/Matti Salminen/László Polgár (basso), 2001 Teldec
- La Scola - Arrivederci Roma (Il mio omaggio a Mario Lanza) - Vincenzo La Scola, 2003 Rai Trade - Mabit
- Vincenzo La Scola in Concerto al Teatro Comunale di Bologna, 2013 Bongiovanni
- Canto Con Il Cuore - Vincenzo La Scola, 2011 Rai Trade Ed Musicali / Mabit

## DVD
- Bellini: Norma (Liceu, 2007) - Vincenzo La Scola/Fiorenza Cedolins/Sonia Ganassi, Arthaus Musik/Naxos
- Donizetti: Lucia di Lammermoor (La Scala, 1992) - Renato Bruson/Mariella Devia/Vincenzo La Scola/Marco Berti/Carlo Colombara, RAI/Opus Arte/Naxos
- Mascagni: Cavalleria Rusticana/Leoncavallo: Pagliacci (Teatro Real, 2007) - Violeta Urmana/Vincenzo La Scola, Opus Arte/Naxos
- Verdi: Simon Boccanegra (Maggio Musicale Fiorentino, 2002) - Claudio Abbado/Karita Mattila/Vincenzo La Scola/Lucio Gallo/Andrea Concetti, regia Peter Stein, Arthaus Musik/Naxos
- Verdi: I due Foscari - Nello Santi/Leo Nucci/Vincenzo La Scola/Orchestra e Coro del Teatro di San Carlo, 2000 TDK/Naxos